# Jean Eyeghé Ndong
Jean Eyeghé Ndong (12 febbraio 1946) è un politico gabonese.
È stato Primo ministro del Gabon dal gennaio 2006 al luglio 2009.